# Дарем, Диана
Диана Дарем (англ. Dianne Durham; 17 июня 1968, Гэри, Индиана — 4 февраля 2021, Чикаго, Иллинойс) — американская спортивная гимнастка.

## Биография
Дарем родилась в Гэри, штат Индиана. Она начала заниматься гимнастикой в ранние годы под руководством Ванды Томази-Мохои в Меррилвилле. В 1981 году, после победы в юношеском многоборье на национальном чемпионате США, Диана переехала в Хьюстон, где её тренировали Бела Каройи и его жена Марта. В 1982 году она успешно защитила свой титул среди юниоров, а в 1983 году стала первой афроамериканкой, выигравшей титул среди взрослых в многоборье на национальном чемпионате США. Позднее в том же году Дарем выиграл титул в многоборье на Международном чемпионате по гимнастике McDonalds, победив Мэри Лу Реттон, которую также тренировали Каройи. Из-за ряда травм Дарем не смогла принять участие в чемпионате мира по спортивной гимнастике 1983 года.
На отборочных испытаниях сборной США к Летним Олимпийским играм 1984 года Дарем повредила лодыжку во время прыжка и была вынуждена отказаться от участия в соревнованиях, что лишило Диану шансов на участие в Олимпиаде.
Впоследствии Дарем стала судьёй по гимнастике, тренером и лектором по мотивации. Была замужем за Томом Драхозалом, педагогом и тренером по баскетболу.
Дарем умерла после непродолжительной болезни в чикагской больнице в окружении семьи 4 февраля 2021 года.